# Albert Vigoleis Thelen
Albert Vigoleis Thelen (* 28. September 1903 in Süchteln am Niederrhein; † 9. April 1989 in Dülken am Niederrhein) war ein deutscher Schriftsteller und Übersetzer (vor allem aus dem Portugiesischen).

## Leben und Werk

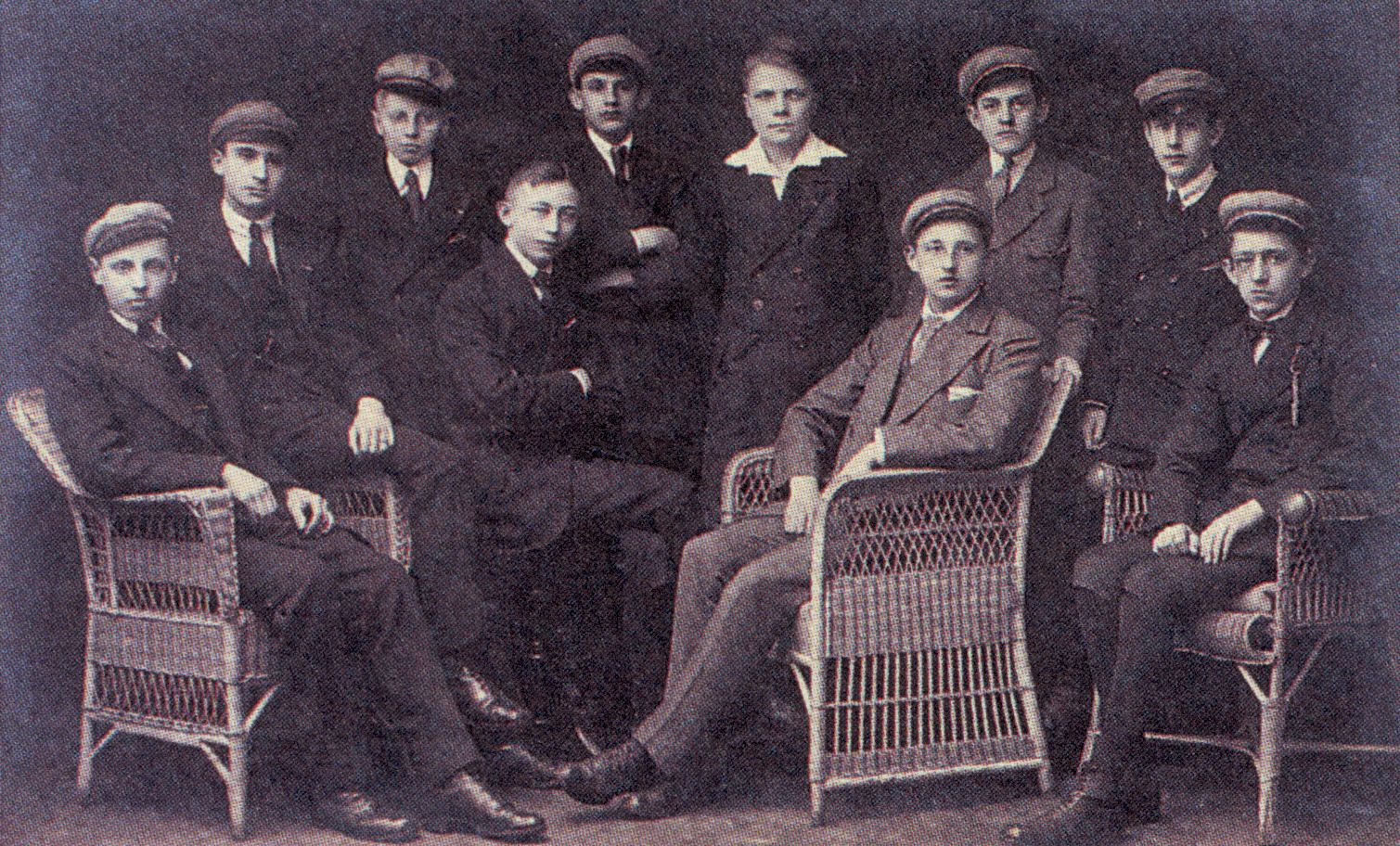
Der 15-jährige Albert mit Schulkameraden
(3. von rechts)

Albert Thelen, seit seiner Autorenschaft nannte er sich Albert Vigoleis Thelen, war der Sohn des Buchhalters Louis Thelen und dessen Ehefrau Johanna Thelen, geborene Scheifes. Er wurde, wie seine drei Brüder, katholisch erzogen. Seine Schulzeit verbrachte er an der Volksschule (1909–1913) und an der Kaiser-Wilhelm-Schule (1913–1918). Den Besuch des Gymnasiums in Viersen brach Thelen 1919 nach einem Jahr ab und erlernte stattdessen bis 1922 in der Firma Ling & Duhr in Süchteln den Schlosserberuf. Vom Juni 1920 bis Mai 1922 arbeitete er im technischen Büro der Zentrifugen-Werke Viersen, Schäfer & Co., wo er auch in der technischen Werkstatt ausgebildet wurde. In seinem abschließenden Arbeitszeugnis hieß es: „Trotzdem Thelen zur Zeit auf seine Gesundheit Rücksicht nehmen musste, hat er sich gute Kenntnisse im Bureau und in der Werkstatt angeeignet“.
Thelen beschäftigte sich nach eigenen Angaben auch mit der Entwicklung eines Schnorchels und der Erfindung eines Kugelschreibers. Er absolvierte einen Studiengang an der Textilindustrie in Krefeld und entwarf ein Einstuhl-Websystem. Am 19. Oktober 1925 immatrikulierte sich Thelen als „Nichtabiturient“ an der Universität zu Köln für das Fach Literatur. Nach drei Semestern wechselte er an die Westfälische Wilhelms-Universität in Münster. Seine Studienfächer waren Germanistik, niederländische Sprache und Literatur, Zeitungswissenschaft und Kunstgeschichte.
Bei seinen ersten Schreibversuchen als Student wählte sich Thelen als Alter Ego den zweiten Vornamen „Vigoleis“, nach eigenen Aussagen in Anlehnung an das mittelalterliche Versepos Wigalois des Wirnt von Grafenberg.
1928 arbeitete Thelen als Assistent von Karl d’Ester (1881–1960) in Köln an der Internationalen Presseausstellung „Pressa“ mit und lernte dort seine spätere Ehefrau, die Schweizerin Beatrice Bruckner kennen. Seinen Lebensunterhalt verdiente er sich zwischen 1928 und 1931 als Arbeiter auf der Geflügelfarm seines älteren Bruders Josef. In diesen Jahren bemühte sich Thelen immer wieder zu veröffentlichen; am 12. September 1929 gelang ihm dies zum ersten Mal mit dem Artikel „Versuch einer Deutung“ über den Maler Hermann Schmitz in der Vereinigten Drei-Städte-Zeitung, der vorherigen Viersener Volkszeitung.

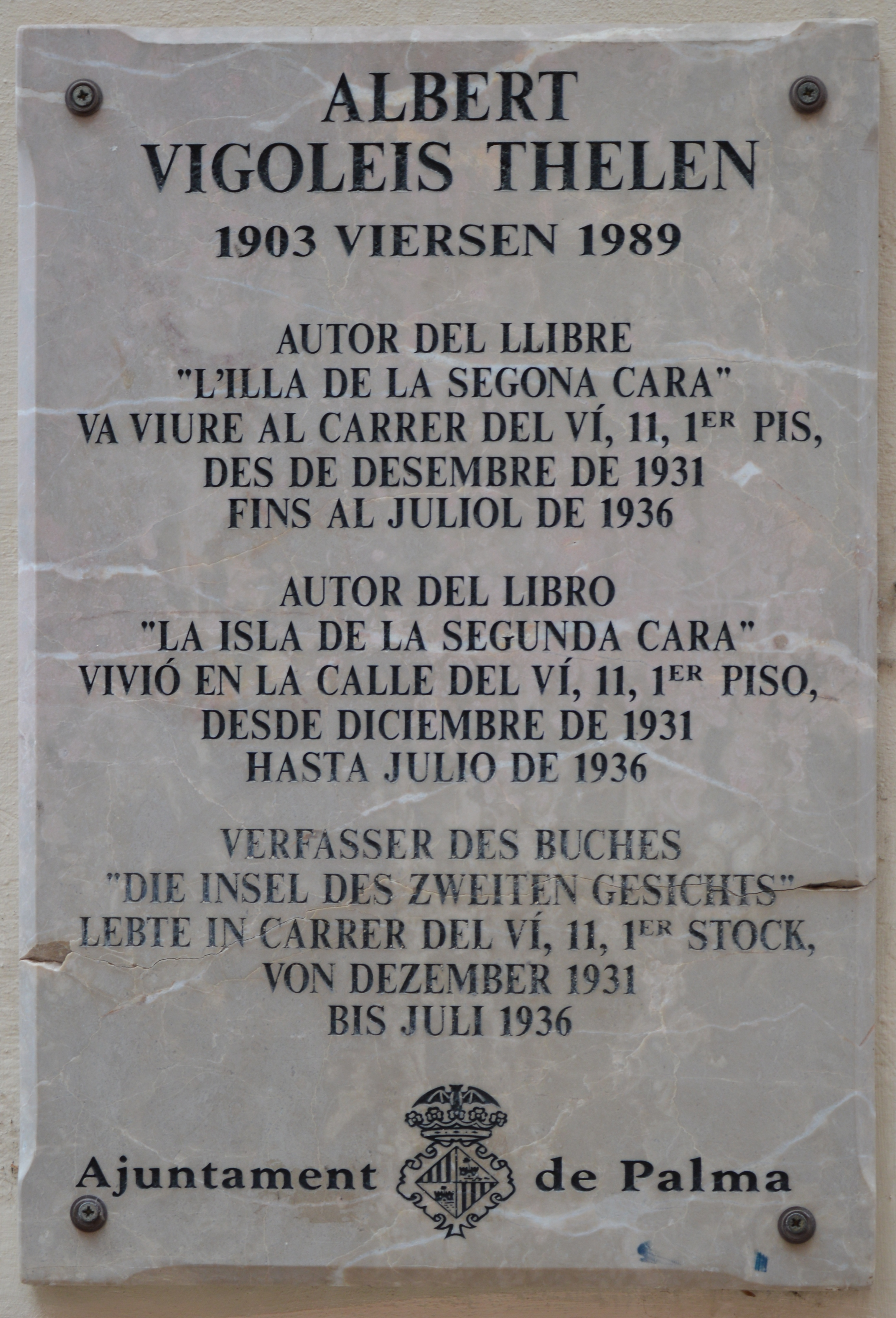
Gedenktafel an einer Hauswand in Palma de Mallorca

Die Jahre 1931 bis 1936 verbrachte Thelen mit Beatrice Bruckner auf der Mittelmeerinsel Mallorca. 1934 heirateten die beiden in Barcelona. Auf Mallorca begann er unter dem Pseudonym Leopold Fabrizius Rezensionen zu veröffentlichen. Seine letzte Rezension unter diesem Namen schrieb Thelen am 28. April 1940. Als 1936 der Spanische Bürgerkrieg begann, vertrieben die Falangisten das Paar nach Marseille. Von dort aus führte sie die Emigration nach Auressio, Tessin.
Thelen war mit dem niederländischen Schriftsteller Hendrik Marsman, den er 1934 auf Mallorca kennengelernt hatte, bis zu dessen Tod (1940) befreundet. Zusammen mit Marsman übersetzte er die Paulus-Biografie des portugiesischen Dichters und Mystikers Teixeira de Pascoaes ins Niederländische. Auch Pascoaes’ Werk Hieronymus (Hiëronymus. De dichter der vriendschap, 1939) übersetzten sie gemeinsam. Vor der Herausgabe seines Hauptwerks Die Insel des zweiten Gesichts (1953) strich Thelen die Passagen über seinen Freund Marsman.
In den Jahren 1937 bis 1939 lebten Marsman und seine Frau Rien zeitweise zusammen mit dem Ehepaar Thelen im Exil im Tessin. Als sie vom deutsch-sowjetischen Nichtangriffspakt erfuhren, schien ihnen der Aufenthalt in der Schweiz zu unsicher und sie flohen nach Bordeaux. Thelen konnte Marsman nicht bewegen, mit ihm nach Portugal (Thelen besaß eine Einladung von Pascoaes) zu kommen. Marsman flüchtete nach England. Unterwegs ging das Schiff unter; er ertrank, seine Frau konnte gerettet werden. Pascoaes beherbergte Thelen und seine Frau zwischen 1939 und 1947 auf seinem Weingut „São João de Gatão“ bei Amarante. Während jener Zeit war Thelen überaus produktiv als Literat und Übersetzer.
Im Jahr 1947 ließ sich Thelen für über sieben Jahre mit seiner Ehefrau in Amsterdam nieder.
1954 hielt sich Thelen kurz in Locarno in der Schweiz auf, um sich am Ende des Jahres in Ascona niederzulassen. Dort blieb er bis 1960 und ging dann bis 1973 nach Blonay bei Vevey. In Ascona (Casa Rocca Vispa) wie in Blonay (La Colline) verwaltete Thelen Landsitze der mexikanischen Millionärin Elita Lüttmann, deren ursprünglich aus Hamburg stammende Familie in Mexiko zu den größten Kaffeeproduzenten gehörte.
1962 wurde Thelen als „Verfolgter des Naziregimes“ anerkannt und ihm eine kleine Rente bewilligt. Als die von ihm verwalteten Güter 1973 verkauft wurden, ließ er sich mit seiner Ehefrau in der Chemin Isabelle de Montolieu in Lausanne-Vennes nieder. 1983 erhielt er den Titel Professor von Dülken, Ende 1984 verlieh ihm das Land Nordrhein-Westfalen den Ehrentitel Professor.
Am 22. Oktober 1986 mietete sich Thelen zusammen mit seiner Ehefrau im „St.-Cornelius-Stift“ in Viersen-Dülken ein. Dort starb er im Alter von 85 Jahren am 9. April 1989. Seine Ehefrau überlebte ihn um knapp drei Jahre († 19. Januar 1992).
Dem Literaturwissenschaftler Jürgen Pütz zufolge ist Thelen bis heute „… der große Unbekannte der deutschen Literatur“, obwohl sein Roman Die Insel des zweiten Gesichts als eines der großen literarischen Werke des 20. Jahrhunderts gilt.

## Nachlass

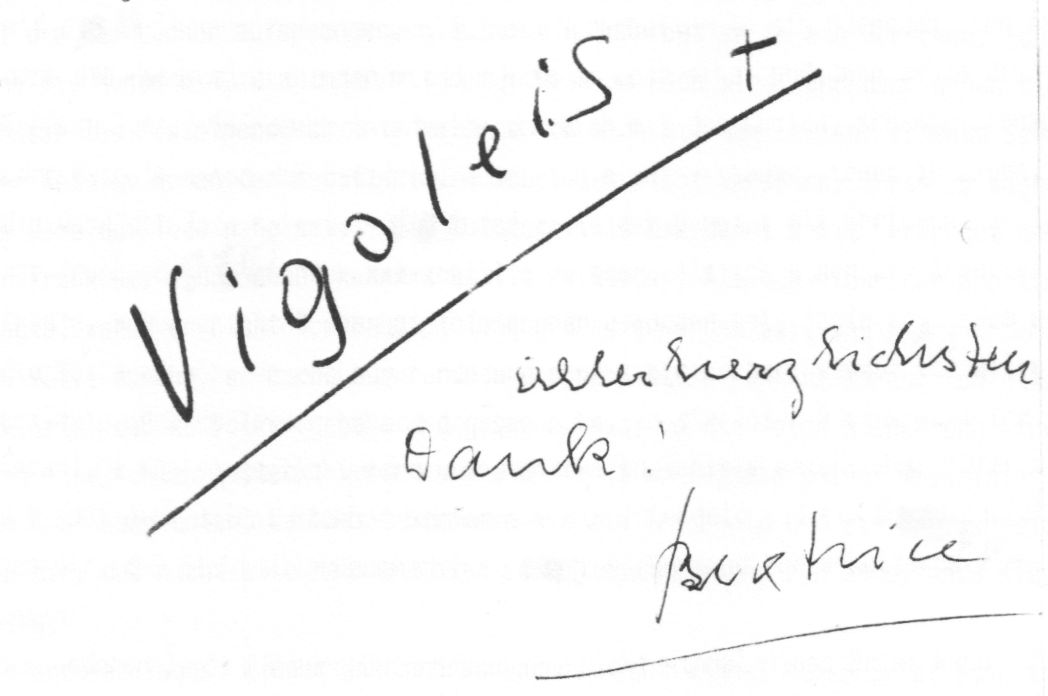
Die charakteristische Signatur „Vigoleis“, mit Unterschrift seiner Frau Beatrice (1972)

Einen erheblichen Teil seines Nachlasses schenkte Albert Vigoleis Thelen 1986 der Stadt Viersen. Er wird heute als Eigentum der Stadt Viersen im Kreisarchiv Viersen verwahrt. Der Bestand ist erschlossen und im Archivportal NRW online recherchierbar.
Mehr als 1300 Originalbriefe – viele im Jahr 2023 noch unveröffentlicht – Manuskripte, sämtliche Erstausgaben, Lebensdokumente, Verlagsverträge, Urkunden, Adressbücher und Fotos aus den Privatsammlungen der Thelen-Forscher Jürgen Pütz und Leo Fiethen sind seit 2023 im Schweizerischen Literaturarchiv. Die Viersener Stadtbücherei „Albert Vigoleis Thelen“ verwahrt die Privatbibliothek des Autors. Gut ausgestattet ist auch das Rheinische Literaturarchiv im Düsseldorfer Heinrich-Heine-Institut. Dort befinden sich mehrere Gedichttyposkripte, zwei Archivkartons mit Briefwechseln sowie Widmungsexemplare von Thelen.

## Auszeichnungen
- Abiturient h. c. des Gymnasiums Viersen (1954)
- Fontane-Preis (1954)
- Dr. hum. c. der Dülkener Narrenakademie
- Ehrenmitglied und Sitz im Internationalen Ehrenpräsidium der Human Rights International (1954)
- Ritter des Jungen Lichts der 1554 gegründeten Academia Equitans Dulceniae (1973)
- Diploma di Merito der Universita della Salomaggiore (1982)
- Aufnahme in die viersprachige Internationale Literaturgeschichte der Academia Italia (1982)
- Ernennung zum Professor von Dülken (1983)
- Ernennung zum Professor des Landes NRW (1984)
- Ehrenring der Stadt Viersen (1985)
- Bundesverdienstkreuz 1. Klasse (1985)
- Die Viersener Stadtbücherei erhielt den Namen „Albert-Vigoleis-Thelen-Stadtbibliothek“.[9]

## Werke (Auswahl)
- Schloß Pascoaes. (Gedichte). Rhein-Verlag, Zürich 1942.
- Die Insel des zweiten Gesichts. Aus den angewandten Erinnerungen des Vigoleis. (Roman). van Oorschot, Amsterdam 1953; gleichzeitig: Diederichs, Düsseldorf 1953. Zahlreiche Neuauflagen, zuletzt Claasen 2003.  (Thelen erhielt für das Buch den Fontane-Preis der Stadt Berlin für das Jahr 1954.)
- Vigolotria. (Gedichte). Diederichs, Düsseldorf 1954.
- Des Dichters Schutzengel. Aus dem portugiesischen Erzählkreis. In: Der Monat. 7. Jahrgang, Juni 1955, Heft 81.
- Der Tragelaph. (Gedichte). Diederichs, Düsseldorf 1955 (Sieben Gedichte von Peter Koch vertont für Singstimme, Cello, Bratsche, Flöte; weitere Vertonungen von Pierre Gobat und Meinrad Schütter)
- Der schwarze Herr Bahßetup. Ein Spiegel. (Roman), Desch, München 1956. Mehrere Taschenbuchausgaben. Neuauflage Claassen 1983, ISBN 978-3-546-49087-0 , dann DTV 1991.
- Runenmund. (Gedichte). Privatdruck, 1963.
- Glis-Glis. Eine zoo-gnostische Parabel. Entstanden als Fingerübung eines Seh-Gestörten. (Erzählung). Olms, Hildesheim 1967.
- Im Gläs der Worte. (Gedichte). Claassen, Düsseldorf 1979, ISBN 3-546-49094-0.
- Poetische Märzkälbereien (Prosatexte). Juni, Mönchengladbach 1984.
- Lobsame Handelsbalz (Erzählung, Sonderdruck). Aldus-Presse Reicheneck, Reutlingen 1984.
- Dohle Floh und Dichter. Großes Einblatt der Aldus-Presse, 1984.
- Gedichte und Holzschnitte. Aldus-Presse Reicheneck, Reutlingen 1985.
- Saudade. (Gedichte). Reutlingen 1986.
- Goethes Gespräche mit Frau Eckermann. Reutlingen 1987.
- Einfahrt in Pascoaes. Reutlingen 1988.
- Mein Name ist Hase. Aldus-Presse Reicheneck, Reutlingen 1989.
- Was wir sind. (Gedichte). Edition Fiethen-Müller, Viersen 1989.
- Der Magische Rand. Eine abtriftige Geschichte. Juni, Mönchengladbach 1989, ISBN 3-926738-06-5.
- Gedichte – Linolschnitte. Juni, Mönchengladbach 1989, ISBN 3-926738-07-3.
- Gedichte – Zeichnungen. Juni, Mönchengladbach 1989.
- Gedichte. Edition Fiethen-Müller, Viersen 1990
- Poetische Märzkälbereien. (erweiterte Ausgabe). Mönchengladbach 1990, ISBN 3-926738-15-4.
- Die Literatur in der Fremde. (Literaturkritiken). Weidle, Bonn 1996, ISBN 3-931135-21-7.
- als Hrsg.: Cartas a Teixeira de Pascoaes. (Briefe). Lissabon 1997
- water closet regained. (Gedicht), Zoeterwoude 1998
- Goethe anonymus. Ein Essay aus dem Goethe-Jahr 1949. Reutlingen 1999
- Die Gottlosigkeit Gottes oder Das Gesicht der zweiten Insel. (Romanfragment auf CD). Bremerhaven 1999 (Der Text wurde nach dem Tode Thelens vernichtet und liegt nur auf einer Doppel-CD vor. Die CDs dokumentieren eine Lesung Thelens von 1966; das erste Kapitel des Werks, das Thelens Flucht beschreibt, erschien ungekürzt in der niederländischen Zeitschrift Maatstaf).[10]
- Briefe an Teixeira de Pascoaes. Weidle, Bonn 2000, ISBN 3-931135-47-0.
- Meine Heimat bin ich selbst. Briefe 1929 – 1953. herausgegeben und mit einem Vorwort versehen von Ulrich Faure und Jürgen Pütz. DuMont, Köln 2010, ISBN 978-3-8321-9559-5.
- Im Land des Don Quijote. Drei Briefe aus Mallorca, einer davon unveröffentlicht. Mit zweifarbigen Holzschnitten von Stefan Knechtel. Vorwort von Jürgen Pütz. Quetsche, Witzwort 2014. ISBN 978-3-939307-60-0 (77 Exemplare im Schuber).

## Übersetzungen
- Teixeira de Pascoaes: Hieronymus. Der Dichter der Freundschaft. Tiefland, Amsterdam / Leipzig 1941 (zuerst niederländisch: Hieronymus, de dichter der vriendschap. Meulenhoff, Amsterdam 1939)
- Teixeira de Pascoaes: Das dunkle Wort. Aphorismen. Rascher, Zürich 1949
- Lou Lichtveld (Text), C. F. A. Bruijning (Photos): Surinam. Neues Leben auf alter Erde. S. Fischer, Frankfurt 1957
- Jan Jacob Slauerhoff: Das verbotene Reich. Klett-Cotta, Stuttgart 1986, ISBN 3-608-95379-5